# Taftan (Vulkan)
Taftan (persisch تفتان Taftān, ‚Der Ort der Hitze‘) ist ein aktiver Schichtvulkan im Südosten Irans in der Provinz Sistan und Belutschistan. Mit nahezu 4000 m über dem Meeresspiegel ist es einer der höchsten Berge im Südosten Irans. Die nächstliegende Stadt ist Chasch. Der höchste Gipfel trägt den Namen Cheheltan. Es treten verschiedene Gase aus, darunter Wasserdampf, Schwefelsäure, Schwefeldioxid, Schwefelwasserstoff und Kohlenstoffdioxid.
Nach Angaben des Global Volcanism Programs entstehen hochaktive schwefelbedeckte Fumarolen auf dem südöstlichen Gipfel. Im Januar 1902 wurde berichtet, dass der Vulkan über mehrere Tage sehr starken Rauch ausstieß. 1993 wurde ein Lava-Fluss gemeldet. Möglicherweise handelt es sich aber um geschmolzenen Schwefel, der mit Lava verwechselt wurde.